# Adolfosee
Der Adolfosee ist ein See bei Ratheim im Zentrum des Kreises Heinsberg und liegt unmittelbar an der Rur. Er ist annähernd L-förmig; die größte Breite liegt bei ca. 800 m, die größte Längserstreckung bei ca. 590 m.
Der See und seine Uferbereiche sind als Landschaftsschutzgebiet ausgewiesen.

## Entstehung
Der See ist ein Baggersee, entstanden als Folge des Sand- und Kiesabbaus vom Ende der 1960er bis in die 1980er Jahre.
In der Anfangsphase wurde er im Volksmund „Lago Laprello“ genannt (auch der Baggersee im Heinsberger Stadtteil Lieck wird Lago Laprello genannt, nach der Firma Laprell-Kieswerke GmbH die dort den Kies abgebaut hat), seinen offiziellen Namen bekam er dann nach Adolf Freiherr Spies von Büllesheim aus Ratheim, der zu dieser Zeit Bundestagsabgeordneter für den Kreis Heinsberg war.
1973 wurde der See von der Familie Spies von Büllesheim an den Angelverein Ratheim verpachtet. Der See hatte damals eine Fläche von 20 ha. Die Uferbepflanzung mit Gehölzarten wurde in der Folgezeit von den Mitgliedern des Angelvereins Ratheim in Eigeninitiative durchgeführt.

## Natur
Als Folge der Aktivitäten des Ratheimer Angelvereins gilt der See heute als ausgesprochen fischreich. Hechte, Barsche, Aale, Karpfen und viele weitere Friedfisch-Arten kommen hier vor; sehr selten werden auch riesige Welse von den Anglern erbeutet.
Trotz des Fischbestandes hat sich auch in ruhigeren, verkrauteten Uferzonen eine Population der Teichfrösche etabliert. Teichmuscheln sind ebenfalls im See zu finden.
Durch seine Lage direkt an der Rur hat der Adolfosee eine besondere Bedeutung für viele wassergebundene – auch seltene – Zugvogelarten gewonnen, die die Wasserfläche und Uferbereiche als Rastplatz nutzen. Im Frühjahr und Herbst kann hier eine große Zahl von Entenvögeln (Enten, Gänse, Schwäne) und Tauchern beobachtet werden.
Der Adolfosee dient auch als Winterquartier für einige Vogelarten. In den letzten Jahren war er auch für Kormorane recht attraktiv, was aber negative Folgen für den Bestand mancher Fischarten (insb. der Äschen) im See und in der benachbarten Rur gehabt haben soll. Die in der Anfangszeit am See vorhandenen Steilufer wurden abgeflacht, Brutvorkommen der Uferschwalbe und des Eisvogels konnten seitdem hier nicht mehr festgestellt werden.
Am See leben Biber, die in den letzten Jahren erheblichen Schaden an der Böschungsbepflanzung des Adolfosees und der Rur verursacht haben.

## Freizeitnutzung
Die gute Erreichbarkeit durch die Nähe der Autobahn 46 macht den Adolfosee zu einem beliebten Ausflugsziel mit vielfältigen Nutzungsmöglichkeiten.
- Angeln: Der See ist das Hausgewässer des Angelvereins Ratheim 1934 e. V. Auswärtige Besucher können Tageskarten erwerben.
- Tauchen: Der Fischreichtum und das klare Wasser mit Sichtweiten von ca. 5 m machen den See auch für Taucher sehr attraktiv. Eine Befüllstation ist vorhanden.
- Segeln: Die Mitglieder des Ratheimer Segelclubs von 1978 betreiben eine Anlegestelle und sind berechtigt, den See für Wassersport zu nutzen. Die Uferzonen dürfen im Nahbereich nicht befahren werden. Besucher können für SUP, Kajak, Segelboote etc. Tageskarten am Vereinsgelände Wiesengrund erwerben.
- Radfahren: Unmittelbar am Ufer führt der Rurufer-Radweg vorbei.
- Wandern/Walking/Jogging: Die abwechslungsreiche Landschaft des Rurgrabens bei Ratheim macht den Bereich auch für viele Spaziergänger und Läufer attraktiv.

## Besonderheiten
- Als Reste des Westwalls sind vier Bunker erhalten geblieben, die zwar nach dem Zweiten Weltkrieg gesprengt, aber – anders als viele andere Bunker in der Region – nicht abgetragen worden sind. Sie sind als Inseln im Adolfosee zu sehen.
- „Unrechtsstein“: von einem Anrainer aufgestellt, der Kies abbauen wollte, aber keine Genehmigung erhalten hatte (wurde 2021 entfernt)